# Хронологія російського вторгнення в Україну (листопад 2024)
Ця стаття є частиною хронології повномасштабного російського вторгнення в Україну з 24 лютого 2022 року, яка є частиною хронології російської збройної агресії проти України з 2014 року.
Про події попереднього місяця — див. у статті Хронологія російського вторгнення в Україну (жовтень 2024).

## Підсумки жовтня 2024 року
За даними розвідки Естонії, протягом жовтня 2024 року ЗС РФ могли втратити 40 тисяч солдатів, це найбільші втрати армії РФ від початку вторгнення до України. Протягом жовтня РФ застосувала проти України 2023 БпЛА типу Shahed й дронів, це стало рекордною кількістю за 2024 рік. За даними Міністерства оборони Британії, у жовтні середньодобові втрати російських військ у війні в Україні досягли нового максимуму і продовжили рости.
Протягом 1000 днів великої війни, до 19 листопада 2024 року, РФ запустила по Києву 2,5 тисячі ракет і дронів, половину з них було запущено 2024 року. Втрати росіян протягом цього часу, згідно заяви Генштабу ЗСУ, склали понад 724 тис. осіб.

## 1-10 листопада

### 1 листопада
За добу ЗС РФ втратили на 1460 солдатів, 26 артилерійських систем і понад 70 одиниць автомобільної техніки. ЗС РФ швидко просувалася на сході України, захопивши за тиждень більше території, ніж будь-коли 2024 року — понад 200 км2, це спричинило величезні втрати ЗС РФ і техніки. З 6 серпня Росія захопила 1146 км2, приблизно на чверть більше, ніж за перші сім місяців 2024 року.
Вночі Україну атакували БпЛА та ракетами. Збито одну з трьох ракет та 31 з 48 ударних БпЛА. 14 безпілотників локаційно втрачено, три полетіли у напрямку Білорусі. Протиповітряною обороною вдалося збити одну Х-59/69, ще дві не досягли цілей. Через падіння уламків пошкоджено кілька цивільних підприємств, постраждали багатоквартирні та приватні будинки на Полтавщині, Черкащині, Київщині та Одещині.
Український БПЛА атакував російську нафтобазу в Світлограді в Ставропольському краї. 36 безпілотників упали над Курською областю, 20 — над Брянською, 12 — над окупованим Кримським півостровом, 8 — над Воронезькою областю, 4 — над Орловською і 3 — над Бєлгородською.
РФ обстріляла ракетами центр Харкова, пошкоджено 20 житлових будівель та 6 нежитлових, 11 автомобілів. Обстріл вівся ракетами комплексу С-400, дві з них вдарили по місцю дислокації поліцейських. Загинув полковник поліції Андрій Матвієнко, 36 правоохоронців та 13 цивільних отримали поранення.
Увечері ЗС РФ атакували безпілотниками багатоповерхівку в Сумах, постраждало 8 людей. Серед них — вагітна жінка.
Росіяни вдарили КАБом по Куп'янську у п'ятиповерховий житловий будинок, дві людини постраждало.
У Пентагоні оголосили про пакет безпекової допомоги для України на $425 млн, до складу пакета увійшли: боєприпаси для NASAMS; боєприпаси для HIMARS; ракети Stinger; обладнання та боєприпаси для протидії безпілотним авіаційним системам; боєприпаси класу повітря-земля;155-мм та 105-мм артилерійські снаряди;ракети трубчастого пуску з оптичним відстеженням та проводовим наведенням (TOW);протитанкові комплекси Javelin та AT-4; бронетранспортери Stryker; стрілецька зброя та боєприпаси; медобладнання; обладнання та боєприпаси для підривних робіт;запчастини, допоміжне обладнання, послуги, навчання.
Швейцарія передала Україні набір обладнання на $6,4 млн, що включає 30 машин для розчищення завалів і 30 пожежних насосів.
КНР не вбачає загроз у поглибленні співпраці, зокрема й військової, між Росією і Північною Кореєю та вважає, що ці дві країни мають право самостійно вирішувати, яким чином розвивати свої відносини. Про це на брифінгу заявив речник МЗС КНР Лінь Цзянь.

### 2 листопада
Російські військові окупували селище Ясна Поляна Волноваського району Донецької області, посилили тиск на Курахове Донецької області з нових напрямків. Внаслідок російського удару по Дніпропетровській області поранено 5 людей. Вночі росіяни атакували Хмельницьку область, пошкоджено елеватор.
Вночі росіяни завдали удару авіаційною ракетою Х-31П та 71 ударним БпЛА. Підтверджено збиття 39 БпЛА, ще 21 локаційно втрачено, 5 БпЛА повернулись у Росію. У наслідок падіння БПЛА на Золотоніщині, Черкаської області пошкоджено майно одного з підприємств.
У Бучанському та Вишгородському районах Київської області внаслідок падіння уламків російських дронів сталося пошкодження електромереж. В Києві уламки дронів впали в шести районах, одна людина травмована.
Провідний європейський виробник озброєння THALES Belgium разом з українською компанією буде виробляти ракети для протидії ворожим дронам.
Австралія передала Україні плануючі авіаційні бомби зі збільшеною дальністю польоту JDAM-ER.

### 3 листопада
За добу ЗС РФ втратили 1410 солдатів, загальні втрати ЗС РФ з початку повномасштабної війни склали 699 090 військових. Війська РФ вночі випустили по Україні 96 дронів та керовану авіаційну ракету Х-59/69 з Курської області. Сили ППО України прозвітували, про збиття керованої авіаційної ракети та 66 ворожих дронів. Локаційно втрачено 27 безпілотників, один полетів у Білорусь, ще два — у повітрі. Зафіксовано падіння уламків ворожих «шахедів» у двох селах Чернігівської області, виникли пожежі. В Шостці Сумської області росіяни влучили дронами в об'єкт інфраструктури. Вночі від артилерійського обстрілу постраждало виробниче підприємство в Нікополі.
У Новочеркаську Ростовської області Росії вночі прогриміли вибухи, почалася пожежа.
За даними ISW, ЗС РФ просунулися в напрямку Сіверська, Покровська, Курахового та Вугледара в Донецькій області.
Війська РФ обстріляли Білозірку Херсонської області, пошкодивши авто швидкої допомоги, двоє людей поранені.
У Харкові пролунала серія вибухів, російські авіабомби влучили у Шевченківському та Холодногірському районах міста, а також у передмісті, постраждали 14 людей.
Посол США в Україні Бріджит Брінк заявила, що Державний департамент США профінансував 800 мобільних вогневих груп в Україні, які з січня 2024 року збили понад 200 російських безпілотників.
Секретар комітету з питань національної безпеки українського парламенту Роман Костенко заявив, що після оголошення нової редакції закону про мобілізацію у квітні мобілізація спочатку залишалася стабільною, але у вересні впала, а з огляду на поточну бойову обстановку було визнано за необхідне мобілізувати 500 000 громадян.

### 4 листопада
Вночі росіяни завдали удару ракетою Іскандер-М по Дніпропетровщині, атакували КАБами Харківщину та запустили 80 ударних Shahed та безпілотників невстановленого типу. Російські війська завдали ударів КАБами по Харкову, відомо про 13 постраждалих.
За даними ISW, ЗС РФ просунулися в районі Нового Путі в Курській області, ЗСУ просунулися у Харківській області, а ЗС РФ — у напрямку Куп'янська, Кремінної, Покровська, Курахового та Вугледара.
Представник Координаційного штабу з питань поводження з військовополоненими Петро Яценко повідомив, що в Росії та на тимчасово окупованих територіях України є понад 150 місць утримання українських військових і цивільних осіб.
Росіяни перекинули у Курську область вже понад 11 тис. військових КНДР. Військові з Північної Кореї вперше потрапили під обстріл в Курській області. У Пентагоні підтверджують перебування щонайменше 10 000 військових КНДР у Курській області РФ.
Австралія передасть Україні 14 катерів із жорстким корпусом на $14 млн для посилення морської оборони.

### 5 листопада
За добу ЗС РФ втратили 1260 солдатів, дві системи ППО і понад 40 бойових броньованих машин. За даними ISW, перші північнокорейські сили, ймовірно, офіційно вступили в бій з українськими військами в Курській області. ЗС РФ просунулися на південний схід від Куп'янська, на північний захід від Кремінної, в Часів Яр, біля Торецька, на південний схід від Покровська, на північний схід від Курахового, біля Вугледара і на північ від Роботиного. ЗСУ відновили позиції на південь від Часового Яру.
DeepState підтвердив, що ЗС РФ захопили село Степанівка на північному березі водосховища (Курахове знаходиться на південному березі), а також просуваються на північ в районі Кремінної Балки і в напрямку Курахового зі сходу і району Богоявленки з півдня.
Випущено дві ракети Х-59/69 та 79 ударних БпЛА. Підтверджено збиття двох Х-59/69 та 48 БпЛА, ще 30 безпілотників локаційно втрачено у різних регіонах України, ще один — повернувся в РФ. Вночі росіяни обстріли Харків КАБами, є двоє постраждалих в Шевченківському районі, рунування зазнала цивільна інфраструктура.
Російські агресори вранці завдали удар балістичними ракетами по Запоріжжю. Ціллю був об'єкт інфраструктури міста, 8 загиблих і 25 поранених.
Увечері росіяни обстріляли селище Зеленівка Херсонської міської громади, поранення дістали дві літні жінки. Також в вечері ворожий шахед поцілив в Шевченківському району Харкова, по п'ятиповерховому будинку.
Росія погодила візит головному омбудсмену Туреччини Шерефу Малкочу, який, як і в Україні, відвідає місця, де утримуються військовополонені.
Міністр цивільної оборони Карл-Оскар Болін оголосив, що Швеція надала Україні допомогу на $9,33 млн, який включає два судна для підвищення безпеки на морі. Крім того, 40 000 захисних масок і респіраторів були надані в рамках пакету для підтримки персоналу Державної служби України з надзвичайних ситуацій.
Польський рекрутинговий центр Українського легіону за місяць отримав понад 500 заявок від громадян України за кордоном, які висловили бажання вступити до Українського легіону.

### 6 листопада
За добу ЗС РФ втратили 1250 солдатів, 57 безпілотників і 11 бойових броньованих машин. За даними ISW, ЗС РФ просунулися в напрямку Куп'янська, Сватова, Покровська, Курахова та Вугледара. Було атакований головний пункт базування Каспійської флотилії ВМФ Росії. Дронами-камікадзе на базі літака А-22 ГУР вперше вразили військовий порт у російському Каспійську.
Російські війська з тимчасово окупованого лівого берега завдали удару по Зеленівці на Херсонщині, двоє людей зазнали травмувань.
РФ втратила понад 20 800 військовослужбовців у Курській області, з яких 7905 вбитими, 12 220 пораненими і 717 полоненими, а також 1101 одиницю озброєння і військової техніки знищеною. Росія направила в регіон 45 000 військових, у травні 2024 року розвідка підтвердила російські плани нападу на Сумську область з боку Курської області з метою створення «буферної зони» на півночі України, яка мала стати продовженням російської операції на Харківській осі, і тому було прийнято рішення про проведення наступальної операції та перенесення бойових дій на територію Росії.
За даними Politico, адміністрація президента Джо Байдена планує надати Україні останні понад 6 мільярдів доларів на військові потреби до інавгурації новообраного президента Дональда Трампа.
Генеральний директор Управління національної розвідки США Ендрю Ширер заявив, що «масові поставки» Китаєм товарів подвійного призначення, а також дипломатична та економічна підтримка дозволяють Росії продовжувати війну в Україні, додавши, що китайська підтримка «вбиває невинних українців так само, як якщо б вони постачали артилерійські боєприпаси та кулі».

### 7 листопада
За добу ЗСУ ліквідували 1400 російських загарбників, знищили 10 танків, 20 ББМ та 24 артсистеми противника. Вночі росіяни запустили 106 БпЛА, підтверджено збиття 74 дронів, 25 локаційно втрачено. ППО знешкодили понад 30 російських дронів над Києвом і на підступах до нього. Падіння уламків зафіксовано в шести районах Києва, пошкоджено кілька житлових і нежитлових будівель, дві людини травмовані. На Печерську сталася пожежа в багатоповерхівці.
Росіяни атакували Одесу дронами. Одну людину поранено. Пошкоджено 11-поверховий будинок та два 5-поверхових, 14 автівок та газопровід, пошкодження зазнали більше 100 квартир. Внаслідок ворожої атаки на енергетичну інфраструктуру Житомирщини, в Коростенському, Житомирському та Звягельському районах діють аварійні відключення,
За даними ISW, ЗС РФ просунулися в напрямку Сіверська, Покровська та Курахового.
ЗС РФ здійснили повітряну атаку по Запоріжжю, завдавши 5 ударів ракетами та керованими авіабомбами, пошкоджена лікарня та житлові будинки, 10 загиблих, 41 поранених.
Уряд Великої Британії запровадив найбільший пакет санкцій проти Росії за 18 місяців. Санкції введено проти осіб, залучених у війну в Україні, груп африканських найманців і осіб, задіяних в атаці нервово-паралітичною речовиною на території Британії.
Президент Південної Кореї Юн Сук Йоль заявив, що країна не виключає надання зброї Україні в умовах поглиблення співпраці між Росією та Північною Кореєю.
Директор Світового банку у справах Східної Європи Боб Заум оголосив про пакет підтримки України на $750 млн через проект SURGE, що є підтримкою інституційних реформ, необхідних для вступу до ЄС.

### 8 листопада
За добу ЗСУ ліквідували 580 росіян, збили 118 дронів та підбили 49 ББМ. Росіяни завдали удару ракетою Іскандер-М, чотирма Х-59/69, 92-ма БпЛА різного типу. Авіація завдала ударів КАБами по  Харківщині та Сумщині. Одна людина загинула, дев'ять зазнали поранень, в Одесі після влучання дронами.
Російські агресори вдарили по Салтівському та Шевченківському районах Харкова, 25 поранених. Евакуювали 30 людей, із них — чотири дітей. Частково зруйновано під'їзд будинку з 1-го по 3-й поверх. Пошкоджені житлові будинки поряд, 5 автомобілів та виходи станції метро.
Вночі у російському Саратові після атаки дронів спалахнула пожежа в районі місцевого нафтопереробного заводу, що ГУР атакувало безпілотниками нафтопереробний завод Роснєфті.
Російські війська продовжують просуватися біля Новодмитрівки, Новоолександрівки та Максимівки, повідомив проєкт DeepState. Вдень між Станіславом та Олександрівкою, окупанти вбили за допомогою дрона місцевого жителя, атакували Берислав з БпЛА. Під ворожий удар потрапив 48-річний чоловік, він загинув.
ЗС РФ завдали ракетного удару по підприємству в Сумах, трьох працівників поранено. Пошкоджено майно підприємства. За добу росіяни завдали 189 ударів по 32 населених пунктах Сумської області, семеро людей дістали поранення, пошкоджено об'єкт критичної інфраструктури, дві аптеки, магазин, сім приватних житлових будинків, складське приміщення пилорами, приміщення ліцею і школи, багатоповерхівку, три автомобілі.
Адміністрація Байдена знімає заборону на роботу американських військових підрядників в Україні. Штати дозволили американським підрядникам працювати в Україні для обслуговування та ремонту зброї, наданої США, зокрема F-16 та систем ППО Patriot. Підрядники розташовуватимуться далеко від фронту і займатимуться лише технічними завдачами.
В ЗСУ заявили про партію неякісних мін калібру 120 мм від Укроборонпрому, міни калібру 120 мм не розриваються — на 10 пострілів лише 1 розрив.
В Україну повернули тіла 563 полеглих оборонців, серед них — 320 захисників, які загинули на Донецькому напрямку, та 89 воїнів з Запорізького напрямку. Також Україні вдалося повернути 154 тіла з моргів на території Росії.

### 9 листопада
За ЗС РФ втратли 1660 солдатів, 36 бойових броньованих машин і близько 50 безпілотників. Вночі ЗС РФ атакували Україну за допомогою 51 дрона. Епіцентром стала Одеська область та Одеса. Протиповітряна оборона збила 31 російський безпілотник в Одеській, Миколаївській, Дніпропетровській, Запорізькій, Донецькій, Сумській, Харківській, Полтавській, Вінницькій, Черкаській та Тернопільській областях, ще 18 зникли з радарів у різних регіонах України. Унаслідок російської атаки по Одеській області загинула одна людина, 13 поранено.
Дрони СБУ та ССО уразили Алексінський хімічний комбінат у Тульській області РФ, який виробляє порох та боєприпаси для ЗС РФ, також ураження зазнало Алексінської ТЕЦ
ЗС РФ завдали авіаудару по Куп'янську Харківської області, попередньо, керованою авіабомбою (КАБ-1500). Унаслідок атаки загинули двоє людей.
500 ракет-перехоплювачів для Patriot і NASAMS негайно відправлять США Україні. Вони прибудуть в найближчі тижні і мають задовольнити потреби України в ППО до кінця цього року.
Від початку повномасштабної війни на території України, від російської агресії загинули 132 митці та 93 медійники.

### 10 листопада
Вночі ЗС РФ атакували Україну 145 дронів різного типу, ППО збила 62 безпілотники, 67 безпілотників локаційно втрачені, 10 — залетіли на територію Молдови, Білорусі та РФ. Внаслідок нічної атаки Чугуївської громади Харківської області четверо людей постраждали, в тому числі діти. Від артобстрілів постраждали населені пункти Сумської та Харківської областей, зокрема Павлівка, Грабовське, Рожковичі, Дмитрівка, Басівка та Тимофіївка. Протягом доби відбулося 150 зіткнень, окупанти діяли на Курахівському, Покровському та Времіївському напрямках. На цей день росіяни зібрали в Курській області 50 тис. військових, зокрема, з КНДР.
Українські десантники знищили підрозділ російських танкістів на Куп'янському напрямку, зокрема, ліквідовано понад сотню окупантів. Сили оборони України уразили склади з боєприпасами у Брянській області, почалася пожежа з детонацією.
Мер Москви Собянін заявив, що вранці ППО нібито збила 32 безпілотників у передмісті. У Підмосков'ї нібито від уламків спалахнули житлові будинки. Крім того, нібито ще 14 збито над Брянською, по сім — над Орловською та Калузькою, шість — над Курською і два — над Тульською областями.
Франція узгодила надання Україні партії далекобійних ракет SCALP.

## 11-20 листопада

### 11 листопада
За добу ЗСУ ліквідували 1770 російських окупантів, з початку повномасштабної війни РФ втратила 710 тис. одиниць живої сили. Вночі підрозділами ППО було збито дві з двох авіаційні ракети Х-59/69 та 38 з 74 БпЛА, ще 30 локаційно втрачено, 3 БпЛА вийшли з повітряного простору у напрямку Білорусі та ТОТ. Під час атаки російських ударних дронів на Миколаїв в житлових будинках міста сплахнули пожежі, 5 людей загинуло.
Російські війська завдали трьох авіаударів по Запоріжжю. Внаслідок атаки загинув чоловік, ще 9 людей пораненi.

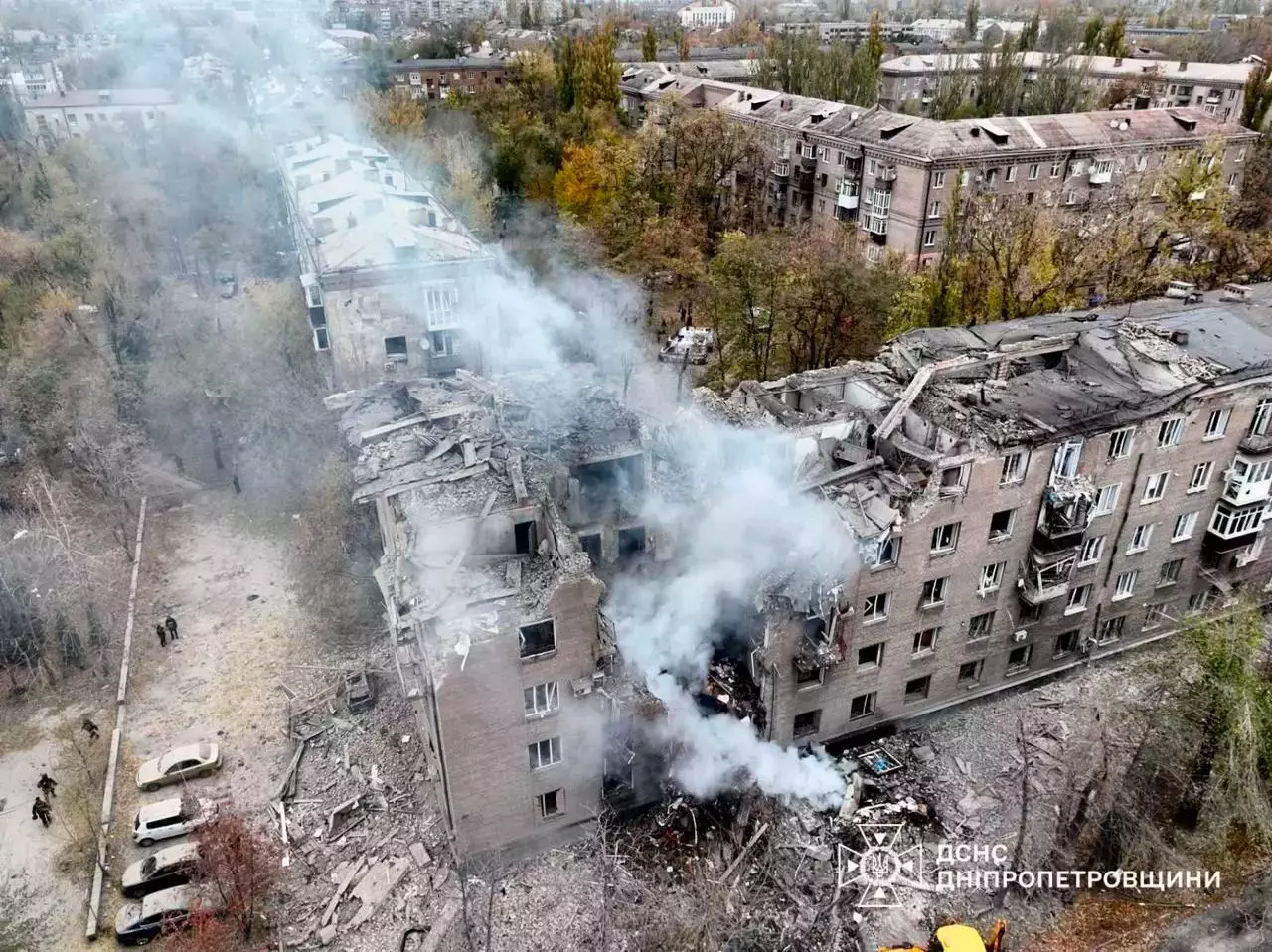
Будинок у Кривому Розі після удару

Вранці російська балістична ракета влучила в п'ятиповерховий будинок у Кривому Розі, чотири людини загинули і 14 зазнали поранення.
Вранці росіяни дроном поцілили в автомобіль в Нікополі, обійшлось без поранених.
За даними The Washington Post, Трамп говорив телефоном із Путіним про війну в Україні. Трамп можливо порадив Путіну не ескалувати, нагадавши про значну військову присутність Вашингтона в Європі. У Кремлі заперечили, що Путін говорив із Трампом після його перемоги на виборах президента США.
В ГУР України повідомили, що за їх ініціативи було спалено російський бойовий гелікоптер Мі-24 на аеродромі «Клин-5», Московської області.
Росіяни підірвали дамбу Курахівського водосховища, що у Донецькій області. З сіл, що потрапили у зону ураження, вже евакуйовано більшість місцевих жителів. При цьому місцева влада переконує, що наразі вода не становить загрози для Курахового.
Міністерство оборони України та Міністерство з питань стратегічних галузей промисловості України уклали низку угод з Міноборони Данії на 535 млн євро.
Естонія надала пакет військової допомоги для України.
Міністерка закордонних справ Фінляндії Еліна Валтонен висловилась проти «фінляндизації» України: вона вважає, що нав'язування Україні нейтралітету, як це було у фінській історії після війни з СРСР у 1940-х роках, не призведе до мирного вирішення кризи з Росією. Вона сказала: «Я проти цього (фінляндизації. Гляньмо правді у вічі, Україна була нейтральною до того, як на неї напала Росія. Це точно не те, що я б нав'язувала Україні. Безумовно, не як перша альтернатива».

### 12 листопада
Вночі ЗС РФ завдали удару по Харкову ракетою С-300 із Бєлгородської області, атакували двома керованими авіаракетами Х-59/69 із Курської області по Чернігівщині, керованими авіабомбами по Сумщині та Харківщині, а також 110 ударними БпЛА із районів російських міст Курськ, Приморсько-Ахтарськ і Брянськ. Російські війська вночі завдала кілька авіаударів по Запорізькій області. Внаслідок атаки у багатоповерхівці заблоковані люди. Протягом доби ЗСУ зафіксували 160 бойових зіткнень. Український безпілотник атакував нафтобазу в районі міста Старий Оскол, спалахнув резервуар. За оцінками ISW, російські війська наступали двома механізованими атаками розміром у роту в районі Курахового та на південь від Курахового на заході Донецької області. Російські війська просувалися під Торецьком, Кураховим і в Курській області. Російські війська заявили, що захопили Новоселидівку, Макарівку та Рівнопіль у Донецькій області.
У Салтівському районі Харкова зафіксували удар ворожого БпЛА нового типу «Молнія», дві людини отримали поранення.
Кабінет міністрів ухвалив постанову, яка з 15 листопада розблоковує можливість переведення військових до інших частин за їхнім особистим бажанням. У консульстві України в Любліні перші добровольці підписали контракт на службу в ЗСУ в Українському легіоні.
Тайвань без зайвого розголосу став одним з найбільших помічників ВПС України. Екс-чиновник Пентагону Тоні Ху розповів, що Тайвань передав українським військовим свої надлишки зенітно-ракетних батарей MIM-23 Homing All-the-Way Killer для HAWK.
Глава Генштабу Збройних сил Польщі В’ячеслав Кукула в інтерв'ю Rzeczpospolita заявив, що Польша не збиватиме російські ракети та безпілотники у небі над Україною, заявивши, що відповідальність Польщі за захист неба союзників визначається кордонами цієї країни.
ЗСУ вразили склад пально-мастильних матеріалів в Бєлгородські області, виникла пожежа.

### 13 листопада
За добу ЗСУ ліквідували 1950 російських солдатів, знищили 23 танки, 38 артсистем та 81 ББМ. Вночі росіяни атакували Україну 96 засобами повітряного нападу: 2 ракети С-300; 2 ракети Х-101; 2 балістичні ракети Іскандер-М/KN-23 та 90 Shahed та безпілотників. Росіяни атакували безпілотником Салтівський район Харкова поблизу торговельного центру, пошкодження дістали кількадесят авто.
За даними ISW, Росія намагалася диктувати умови будь-яких потенційних «мирних» переговорів з Україною до інавгурації президента Дональда Трампа. Російські війська просунулися під Торецьком, Кураховим і Вугледаром, а також на кордоні Донецької та Запорізької областей, тоді, як ЗСУ повернули позиції під Часовим Яром. ЗС РФ продовжували покладатися на відремонтовані танки та бронемашини, витягнуті зі сховищ для заміни техніки, втраченої під час бойових дій, але навряд чи зможуть витримати такі втрати в довгостроковій перспективі.
У Станіславі війська РФ з дрона атакували авто швидкої, яке евакуювало двох поранених, швидка зруйнована. ЗС РФ атакували Полтавську область, вдаривши дроном по промисловому об'єкту в Миргородському районі.
В тимчасово окупованому Севастополі ліквідували керівника штабу ракетних кораблів ЧФ РФ Валерія Транковського. Джерела в спецслужбах повідомляють, що підрив автомобіля Транковського — успішна спецоперація СБУ.. Згідно з повідомленнями, він нібито був відповідальним за ракетний обстріл Вінниці в липні 2022 року, в результаті якого загинули 29 людей і понад 200 отримали поранення. Він також керував атаками на Одесу та інші міста, в яких загинуло багато цивільних осіб. Дрони атакували Воронезьку область РФ, є влучання у підприємство.
Рада оборони Харківщини ухвалила рішення про проведення обов'язкової евакуації дітей із сім'ями з 28 населених пунктів Борівської селищної територіальної громади.
США надали 60 % анонсованої допомоги з ведення вогню, включаючи бомби малого діаметра та 105-міліметрові боєприпаси, США також поставили Україні 83 % боєприпасів і 67 % засобів протиповітряної оборони з обіцяних обсягів у рамках додаткового фінансування, схваленого Конгресом у квітні.
Президент Зеленський після розмови з канцлером Німеччини Шольцем повідомив, що Україна отримає шосту німецьку систему протиповітряної оборони IRIS-T до кінця 2024 року. Прем'єр-міністр Денис Шмигаль повідомив, що Україна отримала від США грант на $1,35 млрд доларів на гуманітарні та соціальні програми. Президент Анджей Дуда заявив, що Польща передасть Україні винищувачі МіГ-29, якщо країни НАТО гарантують безпеку польського повітряного простору і передислокують винищувачі із Заходу на бази в Польщі. Стало відомо, що Україна з жовтня отримувала супутникові знімки із супутників SAR завдяки співпраці Rheinmetall та фінського супутникового оператора ICEYE.

### 14 листопада
ЗСУ ліквідували 1690 російських солдатів. МО РФ заявило, що ЗС РФ захопили села Дальнє, Новодарівка та Вознесенка в Донецькій області. ЗСУ відбили спроби ЗС РФ увійти до Куп'янська Харківської області, росіяни спробували прорвати оборону 13 листопада чотирма хвилями та 15 одиницями техніки, включаючи танки та бойові броньовані машини. Росіяни були одягнені в українську форму, що є порушенням міжнародних правил ведення війни, ЗСУ знищили всю російську бронетехніку і значну кількість живої сили.
За даними ISW, економічна політика Кремля вказує на те, що російська економіка, ймовірно, зіткнеться з серйозними проблемами у 2025 році, і Путін занепокоєний економічною стабільністю Росії в довгостроковій перспективі. ЗС РФ війська увійшли до Куп'янська в результаті механізованої атаки силами роти. ЗС РФ просувалися в основному українському напрямку в Курській області і на захід від неї в Глушковському районі. Вони також просунулися в напрямку Часового Яру і на кордоні Донецької та Запорізької областей.
ЗС РФ атакували Україну вночі за допомогою 59 безпілотників із Курської області. ППО збила 21 безпілотник у Сумській, Харківській, Полтавській та Київській областях, ще 38 було втрачено на території України.
Місцеве видання «Пепел Белгород» заявило, що ЗСУ обстріляли військовий об'єкт із технікою в Бєлгороді.
Північна Корея поставила Росії 170-мм самохідні артилерійські установки М-1978 «Коксан».
ЗС РФ атакували Одесу ракетами та ударними безпілотниками, пошкоджено магістральний трубопровід теплопостачання, без тепла залишилось 40 тисяч мешканців. Припинено роботу однієї із котелень, пошкоджено верхній поверх в одному з під'їздів. Пожежа охопила кілька квартир. Загинула жінка 35 років, ще 10 людей зазнали поранень.
Британська Financial Times повідомила, що українські облігації почали зростати в середині жовтня 2024 року, коли ринок почав вірити в перемогу Трампа на президентських виборах у США. Після перемоги Трампа ціни на українські державні облігації знову зросли. За останній місяць облігації з високою вартістю зросли на 12 %, оскільки інвестори очікували від Трампа поштовху до припинення вогню для стимулювання економічного відновлення та здатності України виплачувати борги кредиторам.

### 15 листопада
Російські дрг захопили міст через річку Судость на кордоні Чернігівської області. Російські джерела заявили, що були захоплені покинуті села Грем'яч, Колос, Новоселидівка та Мурави, відрізані річкою від решти області. Речник Державної прикордонної служби Андрій Демченко підтвердив, що російська диверсійна група встановила російський прапор біля кордону в Чернігівській області, заявивши, що інцидент стався в «сірій зоні» і що російські війська не розпочали масштабного наступу в регіоні. «Місцевість, де діяла диверсійна група, фактично відрізана річками, і в селах між річками та кордоном ніхто не живе. Більше того, через постійні підтоплення цієї території, там неможливо побудувати адекватні фортифікаційні споруди». За його словами, «сили оборони України повністю контролюють цю вісь і перебувають у найбільш вигідних позиціях для утримання оборони», додавши, що Україна розгорнула додаткові сили в регіоні для відбиття російських диверсійних актів. «Загроза з боку російських диверсійно-розвідувальних груп не зникла, особливо в Чернігівській області. Хоча останнім часом активність диверсантів значно знизилася, терористична держава не відмовилася від використання диверсійних груп, у тому числі для психологічного впливу».
За даними ISW, українські війська просунулися у Курській області та під Кураховим, а російські війська — під Куп'янськом, Торецьком, Покровськом, Кураховим і Вугледаром.
За даними Повітряних сил Збройних сил України, вночі росіяни атакували Одеську область двома крилатими ракетами Х-59/Х-69 (запущеними з акваторії Чорного моря) та українську територію 29 безпілотниками «Shahed 136/131» (з боку Приморсько-Ахтарська). Українська протиповітряна оборона збила одну ракету Х-59/Х-69 та 25 безпілотників в Одеській, Миколаївській, Кіровоградській та Тернопільській областях. Внаслідок російського ракетного та безпілотного обстрілу центру Одеси загинула одна людина, щонайменше 10 отримали поранення, в тому числі дитина; було пошкоджено будинки, автомобілі та майно цивільних осіб.
Губернатор Веніамін Кондратьєв заявив, що вночі відбулася «масована атака безпілотників» на Краснодарський край, де протиповітряна оборона перехопила близько 36 безпілотників над Кримським і Червоноармійським районами. У Криму уламки безпілотників впали на чотири житлові будинки, пошкодивши дах одного будинку і автомобіль, а в Красноармійську уламки, як стверджується, пошкодили дах приватного будинку. Про постраждалих не повідомляється. Міністерство оборони Росії повідомило, що засоби протиповітряної оборони знищили 51 український безпілотник над Краснодарським краєм (36), Азовським морем (10), Кримом (3) і Бєлгородською областю (2) протягом ночі.
Франція оголосила про завершення підготовки та оснащення нової української 155-ї бригади «Анни Київської» чисельністю близько 4 500 військовослужбовців. Підрозділ був оснащений 128 бронетранспортерами VAB, 18 легкими танками AMX-10RC, 18 самохідними гарматами CAESAR, ПЗРК Mistral і ПТРК Milan.
В уряді ФРН підтвердили канцлер Шольц провів телефонну розмову з Путіним. Шольц засудив війну РФ проти України та закликав Путіна припинити її й вивести свої війська.
Міністерство фінансів України оголосило, що з початку російського вторгнення Україна отримала понад 100 мільярдів доларів США зовнішнього фінансування для підтримки державного бюджету. Зовнішнє фінансування надходило переважно через різні програми співпраці, включаючи програму Міжнародного валютного фонду «Механізм розширеного фінансування», програму Європейського Союзу для України, Світовий банк, а також безпосередньо від окремих країн. Країни ЄС надали $40,5 млрд, США — $28,2 млрд, Міжнародний валютний фонд — $11,4 млрд, Японія — $6,3 млрд і Канада — $5,4 млрд, що становить понад 90 % зовнішнього фінансування України. Із загального обсягу зовнішньої бюджетної підтримки приблизно 33 % допомоги, або $33,7 млрд, було надано у формі безповоротних грантів.
СБУ заарештувала підполковника українського спецназу, який «передавав» ГРУ військові плани української армії, як «кріт», завербований до російського вторгнення в Україну. Передана інформація включала секретні деталі диверсійних і розвідувальних місій, які здійснювали українські спецслужби в Запорізькій і Херсонській областях та в окупованому Криму.

### 16 листопада
ЗСУ ліквідували 1650 російських окупантів, знищили 8 танків, 26 бойових броньованих машин та 28 артилерійських систем ворога. За даними ISW, українські безпілотники продовжували відігравати ключову роль в обмеженні російських механізованих маневрів і не давали російським військам повною мірою скористатися наявною в Україні нестачею живої сили. Тим часом російські війська просунулися у районі Сватового, Кремінної, В'язівського Яру, Торецька, Покровська та Курахового. Міністерство оборони Великої Британії повідомило, що російські війська посилили наступальний тиск на Куп'янськ у Харківській області, можливо, намагаючись проникнути в місто з північного сходу. Російські війська вийшли до річки Оскол на південь від Куп'янська, прорвавши українські логістичні лінії на східному березі річки. Російське угруповання на південь від міста поступово розширювалося, оскільки Росія намагалася посилити тиск на українські війська в цьому районі.
Голова МВС України Ігор Клименко оголосив, що ударний підрозділ безпілотників 27-ї Печерської бригади Національної гвардії знищив російський ракетний комплекс «Бук-М1» «на одній з найактивніших ділянок фронту», хоча точне місце розташування не було вказано. Українська партизанська група «Атеш» повідомила про підпал залізничної інфраструктури (релейної шафи) поблизу Токмака в Запорізькій області, що вивело з ладу електрообладнання і спричинило перебої у військовому постачанні Росії.
Міністерство оборони Естонії оголосило про передачу Україні чергового пакету військової допомоги, який включатиме невизначену кількість боєприпасів та військового обладнання, зокрема військово-морську форму, обладнання для спостереження, приціли для зброї та захисне спорядження. На Конференції ООН з питань зміни клімату в Баку (Азербайджан) заступник Державного секретаря США з питань контролю над озброєннями та міжнародної безпеки Бонні Дженкінс і міністр енергетики України Герман Галущенко оголосили про три проектні партнерства в рамках програми «Фундаментальна інфраструктура для відповідального використання технології малих модульних реакторів» (FIRST) з метою переведення української вугільної енергетики на малі модульні ядерні реактори, а також для відновлення і модернізації сталеливарної промисловості України з використанням відповідних технологій.
За повідомленням британської Financial Times з посиланням на українську розвідку, Північна Корея нещодавно поставила 50 170-мм самохідних гаубиць М-1978 «Коксан» і 20 «модернізованих» 240-мм реактивних систем залпового вогню до Росії в Курську область, щоб допомогти російським військам відновити контроль над контрольованою Україною територією. Розслідування Associated Press показало, що Росія розпочала виробництво термобаричних безпілотників, які використовуватимуться разом із безпілотною зброєю для подолання української протиповітряної оборони і можуть завдати серйозної шкоди цивільному населенню.
Президент Зеленський зустрівся з міністром закордонних справ Японії Такеші Івая, який засудив розгортання північнокорейських військ в Україні, назвавши цю акцію такою, що загострює ситуацію в Україні та має надзвичайно значний вплив на безпеку в Східній Азії, додавши, що позиція Японії залишається незмінною і вона й надалі стоятиме пліч-о-пліч з Україною. Івая також зустрівся з міністром закордонних справ України Андрією Сибігою, щоб досягти домовленості про проведення «двостороннього діалогу високого рівня з питань політики безпеки» між Японією та Україною, включаючи посилення співпраці щодо обміну розвідданими.

### 17 листопада
За добу армія РФ втратила 1640 солдатів, 36 артилерійських систем і 60 безпілотників. Росія здійснила масований обстріл України, запустивши 210 ракет та дронів, ППО збила 144 цілей. Зранку ЗС РФ завдали ракетних ударів по Одеській області, поціливши по енергетичній інфраструктурі, загинули двоє співробітників енергооб'єкта. Протягом тижня, з 10 по 17 листопада, ЗСУ ліквідували 11990 окупантів і знищили 355 дронів супротивника. Внаслідок російської атаки Дніпра та області є пошкодження та постраждалий.
Україна зазнала одного з наймасштабніших одночасних обстрілів вночі. ППО збили 102 з 120 ракет і 42 з 90 БпЛА, збито: 1/1 ракету «Циркон»; 85/101 ракет Х-101/55, «Калібр»; 5/5 Х-59/69; 4/4 Х-22/Х-31П; 0/1 «Іскандер-М»; 7/8 Х-47м2 «Кинджал», ще 41 БпЛА локаційно втрачено. Внаслідок російської атаки на цивільну інфраструктуру Миколаєва загинули двоє мирних жителів, ще шестеро постраждали. Унаслідок ракетно-дронового удару армії країни-агресора РФ серйозно пошкоджено обладнання теплоелектростанцій ДТЕК.
Вночі в Іжевську (Удмуртія), українські безпілотники атакували цех заводу Купол — одного з найбільших підприємств оборонно-промислового комплексу РФ. Влада Удмуртії повідомила про вибух в заводському цеху з виробництва дронів. Завод розташований на відстані від 1260 км від кордоніу України.
Зранку російські війська кілька разів атакували Нікопольський район на Дніпропетровщині, загинули двоє мирних жителів, ще 5 людей зазнали поранень.
ЗС РФ атакує Сумську область дронами типу Shahed-136. О 21:00 росіяни завдали балістичного удару ракетами по житловій забудові Сум, 11 людей загинуло, 84 було поранено.
Президент США Джо Байден вперше дозволив Україні бити по території РФ ракетами ATACMS. За словами чиновників, спочатку зброя, може бути використана проти російських та північнокорейських військ для захисту ЗСУ в Курській області. Франція та Британія також дозволили Україні бити по території РФ далекобійними ракетами SCALP/Storm Shadow. Удар міг відбутися найближчими днями.
Чеська компанія STV GROUP передала Україні понад 765 тисяч євро, які будуть направлені на придбання протитанкових гранатометів РПГ-7, повідомили в Міністерстві закордонних справ України.
Північна Корея може розгорнути до 100 000 військових для допомоги Росії у війні проти України, якщо альянс між Пхеньяном і Москвою продовжуватиме поглиблюватися, повідомляють джерела, знайомі з оцінками деяких країн Групи 20 — пише Bloomberg.

### 18 листопада
За добу ліквідовано 1560 російських солдатів, 107 одиниць автомобільної техніки і 99 безпілотників. За даними ISW, російські війська просунулися в Курській області, в районі Куп'янська, на захід від Кремінної і в напрямку Сіверська, Покровська і Вугладара. Згідно з матеріалами геолокації, російські війська захопили Григорівку поблизу Покровська. Крім того, Міністерство оборони Росії незаконно призвали українську молодь до армії в окупованих Донецькій, Луганській, Херсонській та Запорізькій областях в рамках осіннього призову. За даними ISW, взимку ЗС РФ сконцентрують зусилля на захопленні прифронтових міст України. Основні зусилля окупанти прикладали на Покровському та Курахівському напрямках.
ЗС РФ запустили ракету «Іскандер-М» по житловій забудові Одеси. Руйнувань зазнали будинки, освітній заклад, парковка, пошкоджено 3 багатоквартирні будинки, університет, 2 адмінбудівлі, загинули 10 людей — 7 поліцейських, медик та двоє місцевих мешканців, 47 людей зазнали поранення.

Ввечері ЗС РФ атакували Запоріжжя більш ніж 10 Шахедами, понад 10 тисяч абонентів залишилися без світла. За словами командувача ракетних військ і артилерії Сергія Мусієнка, ЗСУ отримували вдвічі менше артснарядів, ніж потребували. Військо РФ втрачає щодня 1,5-2 тисячі людей, через це на деяких напрямках вже видно, як уповільнилися темпи наступу.

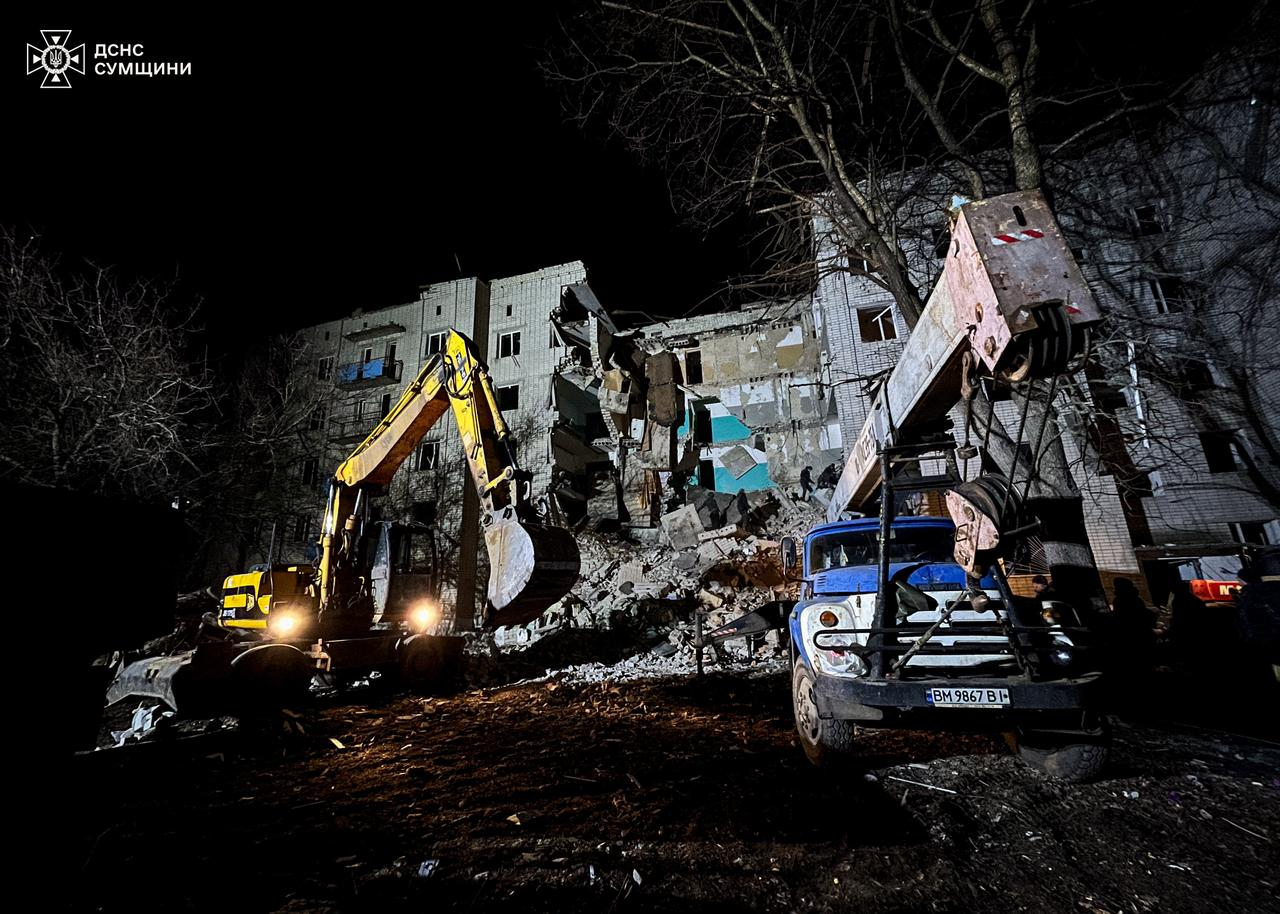
Гуртожиток у Глухові після вечірньої атаки російського безпілотника; 10 людей загинули і 13 отримали поранення.

Росіяни вбили 3 жителів Донеччини — 2 у Костянтинівці та 1 у Сіверську. Про це повідомив начальник Донецької обласної військової адміністрації Вадим Філашкін, За його словами, ще 7 людей в області за добу дістали поранення: 5 у Костянтинівці; 1 у Мирнограді;1 у Кураховому. Британія та Франція дозволили Україні застосовувати передані далекобійні ракети для атак на російську територію, але обмежили це Курською областю. Вчорашню заяву видання Le Figaro видалило.
Німеччина підтвердила намір передати Україні партію з 4000 дронів, оснащених штучним інтелектом, котрі здатні долати системи РЕБ противника та атакувати ворожі цілі на відстані до 40 км.
Помічник держсекретаря США у справах Західної півкулі Брайан Ніколс офіційно підтвердив, що Білий дім дозволив Україні використовувати далекобійну зброю для нападу на російську територію. Глава дипломатії ЄС Жозеп Боррель також підтвердив, що США дозволили атакувати російську територію на відстані 300 км, використовуючи зброю, поставлену Україні.
Останній із великих державних банків у Росії, що зберігає доступ до системи SWIFT і розрахунків в основних світових валютах, Газпромбанк стане об'єктом нових санкцій США. Білий дім розглядає можливість занесення Газпромбанку до чорних списків — це третій за розміром активів банк в РФ, який є «хабом» для газових розрахунків із Європою, повідомляє Nikkei.

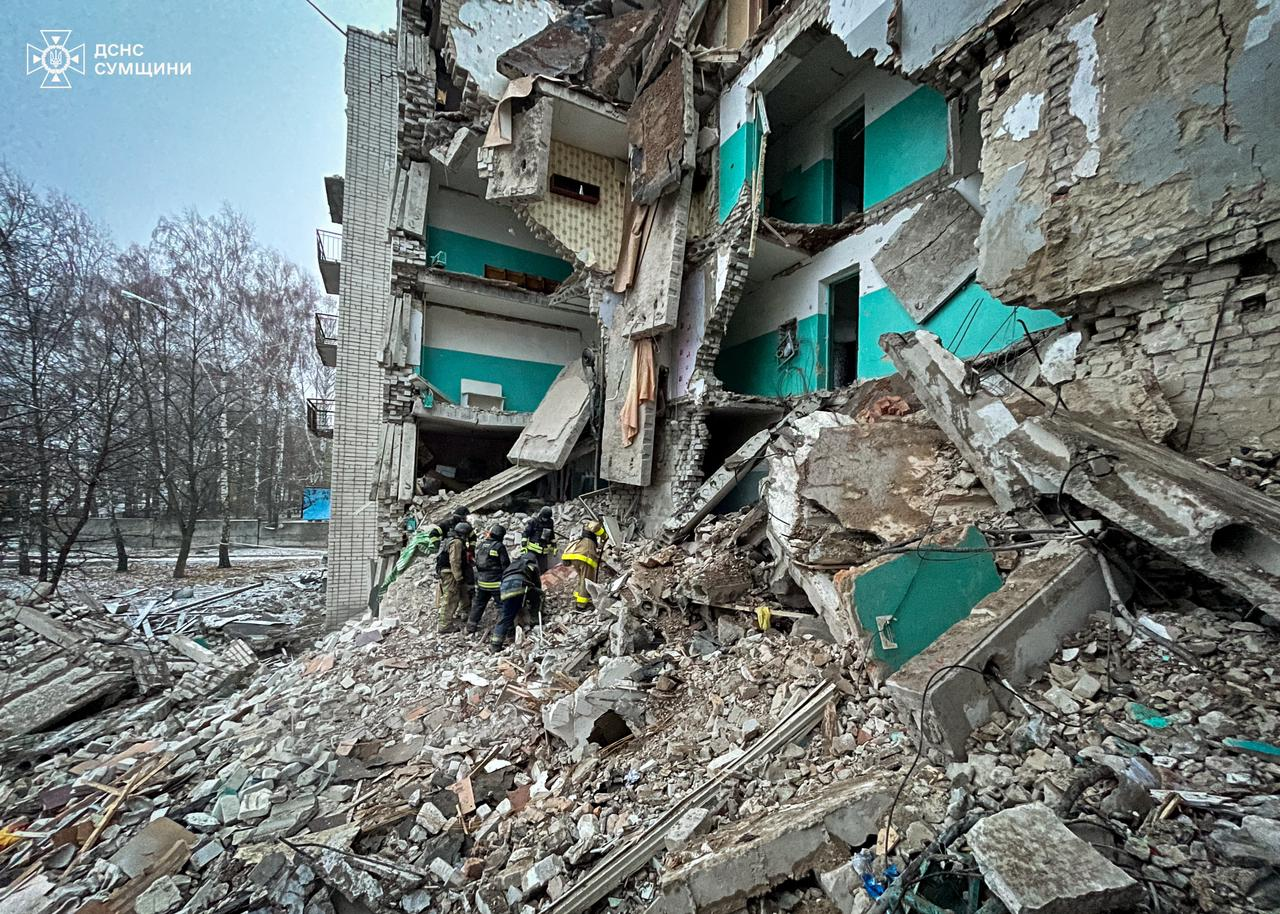
Залишки гуртожитку в Глухові. 18.11.2024

Міністр оборони України Рустем Умєров заявив про масштабування виробництва крилатих ракет Нептун, розробку нових ракет-дронів і співпрацю з українськими та іноземними партнерами для зміцнення оборонного потенціалу України. «Обговорили плани на 2025 рік, ключові напрямки співпраці та розвиток галузі. Ми нарощуємо виробництво українських ракет. Уже виготовлено перші 100 ракет цього року» — Рустем Умєров.
Українська розвідка повідомила, що російські війська використовували недорогі безпілотники з іноземними компонентами, щоб перевантажити українську систему протиповітряної оборони. Російські виробники використовували компоненти з США, Китаю, Нідерландів та Швейцарії для виробництва безпілотника Гербера, в 10 разів дешевшого і менш смертоносного аналога безпілотника Shahed, на заводі в Єлабузі, Татарстан.
Міністерство економіки України повідомило, що за перші 10 місяців 2024 року економіка України зросла на 4,2 % у річному вимірі завдяки будівництву, транспорту та переробній промисловості. Програми відновлення пошкоджених та зруйнованих будинків стимулювали будівельну галузь, що сприяло зростанню. Транспортний та виробничий сектори також були серед рушійних сил, головним чином завдяки відновленому Чорноморському торговельному коридору та збільшенню оборонного виробництва.
ЗС РФ завдали авіаудару безпілотником по гуртожитку в Глухові на Сумщині, 12 людей загинуло ще 11 зазнали поранень.

### 19 листопада
За даними ISW, Україна продовжує вдосконалювати бойові можливості та готуватися до самозабезпечення в довгостроковій перспективі. Україна нещодавно почала отримувати озброєння та військові можливості, необхідні для сучасних широкомасштабних бойових дій, і може бути здатною проводити оперативно значущі контрнаступи в майбутньому, якщо Захід посилить розбудову потенціалу України. Тим часом, російські війська просунулися на головному українському напрямку в Курській області та на кордоні Донецької і Запорізької областей, а українські війська просунулися на північ від Харкова. За добу зафіксовано 139 бойових зіткнень, найбільше ворог тиснув на Покровському напрямку.
Вночі в місті Карачев Брянської області прогримів потужний вибух біля великого арсеналу зброї. Перед вибухом у Брянській області була оголошена ракетна небезпека. У регіоні працювала сирена. Близ міста Карачев та за 115 км від російсько-українського кордону розташований 67-й арсенал ГРАУ. ЗСУ вперше завдали удару по території РФ американськими ракетами ATACMS.
Президент Зеленський представив у Верховній раді «План стійкості» з 10 пунктів щодо безпеки, енергетики, фінансів, зброї українського виробництва та співпраці з партнерами.
Росія переміщує у Курську область ще одну дивізію. Загалом РФ зосередила у Курській області близько 50 тисяч військових. Переважна більшість з них з підрозділів морської піхоти та повітряно-десантних військ. На фронті відбулося 130 бойових зіткнень, ЗСУ відбили 20 спроб ворога вибити українські підрозділи в Курській області.
ЗС РФ вдарили по Україні 87 дронами. Внаслідок російського удару по Прилукам Чернігівської області постраждав чоловік.
Навесні 2024 року влада російських регіонів отримала від командування 20-ї гвардійської мотострілецької дивізії листа з проханням допомогти з розшуком військових, які втекли з фронту. У підготовленому списку була понад тисяча військовослужбовців дивізії. Мовиться і про контрактників, і мобілізованих і навіть тих, хто проходив строкову службу.
Британська влада оголосила про намір виділити 9,5 млн фунтів на закупівлю ударних і розвідувальних БпЛА для України. Про це повідомили в міноборони Великої Британії.
Данія профінансує українську оборонну промисловість на 130 млн євро. Про це повідомила прем'єр-міністерка Данії Метте Фредеріксен під час спільного брифінгу з президентом Володимиром Зеленським. «Є багато чого, чому решта Європи може навчитися у вас, і для мене важливо, щоб наша власна промисловість не тільки в Данії, але й у всіх сусідніх країнах могла приїхати в Україну, вчитися на вашому досвіді і вашій здатності розширювати і розвивати ваші виробничі лінії», — заявила Фредеріксен.

### 20 листопада
За добу ЗСУ ліквідували 1690 окупантів, 91 дрон та 100 одиниць автотехніки та автоцистерн. Українські військові збили 56 ворожих БпЛА й дві ракети Х-59/69, відбиваючи чергову ворожу атаку в ніч і вранці, 58 ворожих БпЛА локально втрачено в різних регіонах. Протягом доби на фронті відбулося 153 зіткнення, основні зусилля ворог зосередив на Покровському напрямку.
За даними ISW, російські та українські сили не змогли провести оптимізовані оперативні маневри з зими 2022—2023 років через доктринальні обмеження та ресурси, але обидві сторони навчалися, впроваджували інновації та адаптували свою тактику на полі бою, що підкреслює динамічний характер цієї війни. Українські війська відновили втрачені позиції під Покровськом, тоді як російські війська просунулися в напрямку Куп'янська, Часового Яру, Торецького, Курахового та Вугледара, а також у Курській області. Україна вперше запустила по Росії ракети Storm Shadow.
Повітряні сили ЗСУ повідомили, що вночі Росія атакувала Харківську область керованою ракетою С-300 (з Бєлгородської області), Дніпропетровську, Чернігівську та Сумську області п'ятьма крилатими ракетами Х-59/Х-69, а також територію України 122 безпілотниками «Shahed-136/131» та безпілотниками невстановленого типу (з Курська, Орла та Приморсько-Ахтарська). Українська протиповітряна оборона знищила дві ракети Х-59/Х-69 та 56 безпілотників у Київській, Черкаській, Чернігівській, Полтавській, Кіровоградській, Житомирській, Хмельницькій, Сумській областях, Миколаївській, Херсонській, Запорізькій, Дніпропетровській, Донецькій та Харківській областях, шість вилетіли з боку Росії та Білорусі, а ще 58 зникли безвісти в різних регіонах України. Українська поліція повідомила, що близько 15:45 за місцевим часом Росія обстріляла (з використанням ракетної установки «Торнадо») село Першомар'ївка Краматорського району, в результаті чого загинув 11-річний хлопчик і була серйозно поранена його 13-річна сестра. 63-річний чоловік також був госпіталізований з численними пораненнями.
Посольства США, Греції, Італії та Канади в Києві були закриті через отримане США попередження про «потенційно значну російську повітряну атаку». Сполучені Штати Америки попередили Україну про намір росії здійснити запуск балістичної ракети середньої дальності по Україні, щоб допомогти підготуватися. Як повідомила речниця Білого дому Карін Жан-П'єр.
Сили оборони уразили вночі склад з ракетами Іскандер та корейськими KN23 — 13-й арсенал ГРАУ у Новгородській області, село Котово, за 680 км від кордону з Україною. Крім того, українські сили повідомили, що був знищений командний пункт у Губкіні в Бєлгородській області (близько 168 км від українського кордону), але не уточнили, яке саме озброєння було застосовано.
Ракети прилетіли «по підземному командному пункту угрупування армії РФ, де могли бути й північнокорейські генерали», заявляли раніше аналітики Defense Express. Відео з ураження території було знято поряд з історичною будівлею маєтка Барятинських, який наразі є санаторієм, що знаходиться у порядкуванні Управління справами президента РФ.
Російські військові розстріляли полонених бійців Сил оборони України, які потрапили в оточення в Курській області росії.
США оголосили про пакет військової допомоги Україні на $275 млн. Це 70-й транш обладнання, який США з власних військових запасів, проведений із серпня 2021 року.
Німеччина оголосила про пакет військової допомоги для України. Він включає бронетехніку, безпілотники та амуніцію.
Всесвітня продовольча програма ООН виділила Україні $2,1 млрд на 2025—2027 рр. «План передбачає гуманітарну допомогу, підтримку цивільного населення, продовження процесу розмінування та підтримку експортного потенціалу України для постачання сільськогосподарської продукції на міжнародні ринки». Речник Державного департаменту США Метью Міллер заявив, що президент Джо Байден окреслив Конгресу свій намір вжити заходів для списання близько 4,7 млрд доларів кредитного боргу для України.
Член комітету з розвідки Національної асамблеї Південної Кореї Кім Сон Хо зустрівся з журналістами після заслуховування доповіді Національної розвідувальної служби і заявив, що близько 10 900 північнокорейських військовослужбовців були відправлені в Курську область у складі російських військ, які входять до складу повітряно-десантних і морських піхотних підрозділів, деякі з яких брали участь у бойових діях в Україні. Північна Корея також відправила до Росії більше зброї, в тому числі самохідні гаубиці і численні ракетні установки. Газета The Wall Street Journal, посилаючись на повідомлення українських і південнокорейських чиновників, повідомила, що Північна Корея направила до Росії третю за рангом особу в армії генерала Кім Чен Бока, заступника командувача Генерального штабу, і 500 офіцерів для моніторингу ситуації з інтеграцією північнокорейської армії з російською армією, а також для отримання бойового досвіду і створення основи для майбутнього розгортання. Дослідник Корейського інституту оборонного аналізу Чон Гюн Чжу заявив, що Кім Чен Боку доручено командувати спецназом чисельністю близько 200 000 осіб для виконання таємних місій на Корейському півострові в разі війни.
Верховна Рада України прийняла кілька законів, зокрема про надання цивільним особам, звільненим з російського полону, права на відстрочку від мобілізації та про звільнення військовослужбовців, члени сімей яких загинули або зникли безвісти під час війни. Військовослужбовці мають право бути звільненими зі служби, серед іншого, у разі загибелі або зникнення зведених братів і сестер.

## 21-30 листопада

### 21 листопада

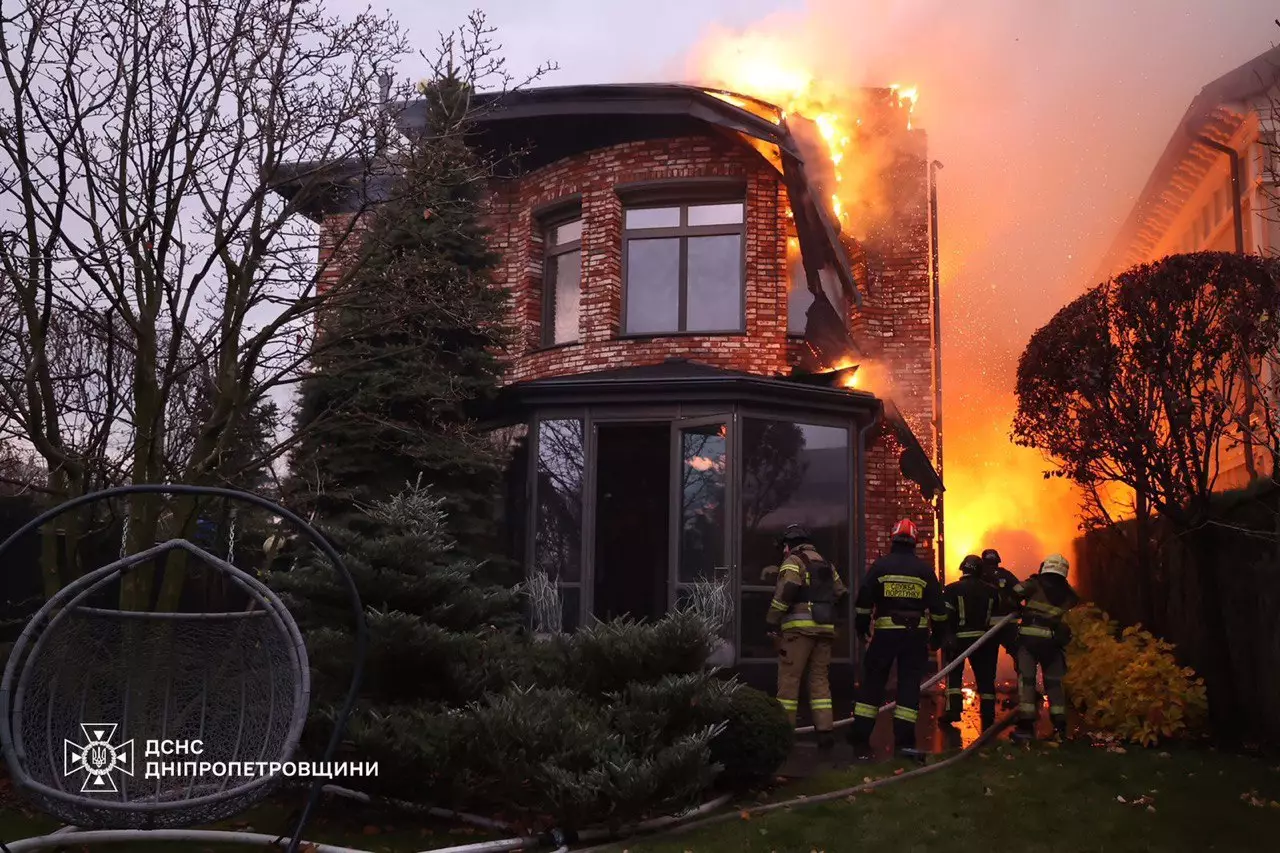
Будинок у Дніпрі після російського ракетного обстрілу. Пошкоджено промисловий завод, гаражі, житловий будинок та реабілітаційний центр для інвалідів. 21.11.2024

За добу армія РФ втратила 1510 солдатів, 8 танків і 24 бойових броньованих машин. За даними ISW, російські війська дещо просунулися на головній українській ділянці в Курській області на південний схід від Суджі. Українські війська просунулися на північ від Вугледара, а росіяни — на північний захід від Кремінної, на південний схід від Часового Яру, в Торецьку, на південний схід від Курахового, на північний схід від Вугледара і, ймовірно, на північний схід від Великої Новосілки.
Під час ранкової атаки по Дніпру російські окупанти застосували міжконтитентальну балістичну ракету РС-26 «Рубеж», «Кинджал» і 7 крилатих ракет Х-101. Повітряні сили збили 6 ракет Х-101. Пошкоджено центр реабілітації, кілька американських ЗМІ повідомили, що удар було здійснено балістичною ракетою. Путін назвав застосування ракетою «Орєшнік» відповіддю на плани США з виробництва та розгортання ракет середньої та меншої дальності.
Вранці українські безпілотники атакували полігон ракетних військ стратегічного призначення «Капустин Яр» у Знаменську Астраханської області. Два дрони не були збиті й завдали ударів по 105 майданчику полігону військової частини 15644.
У місті Губкін Бєлгородської області РФ успішно уражений командний пункт угруповання російських військ «Сєвєр» — ГУР Міноборони.
Росіяни вранці вдарили по місту Кривий Ріг, поранено 32 людей, серед них двоє діти.

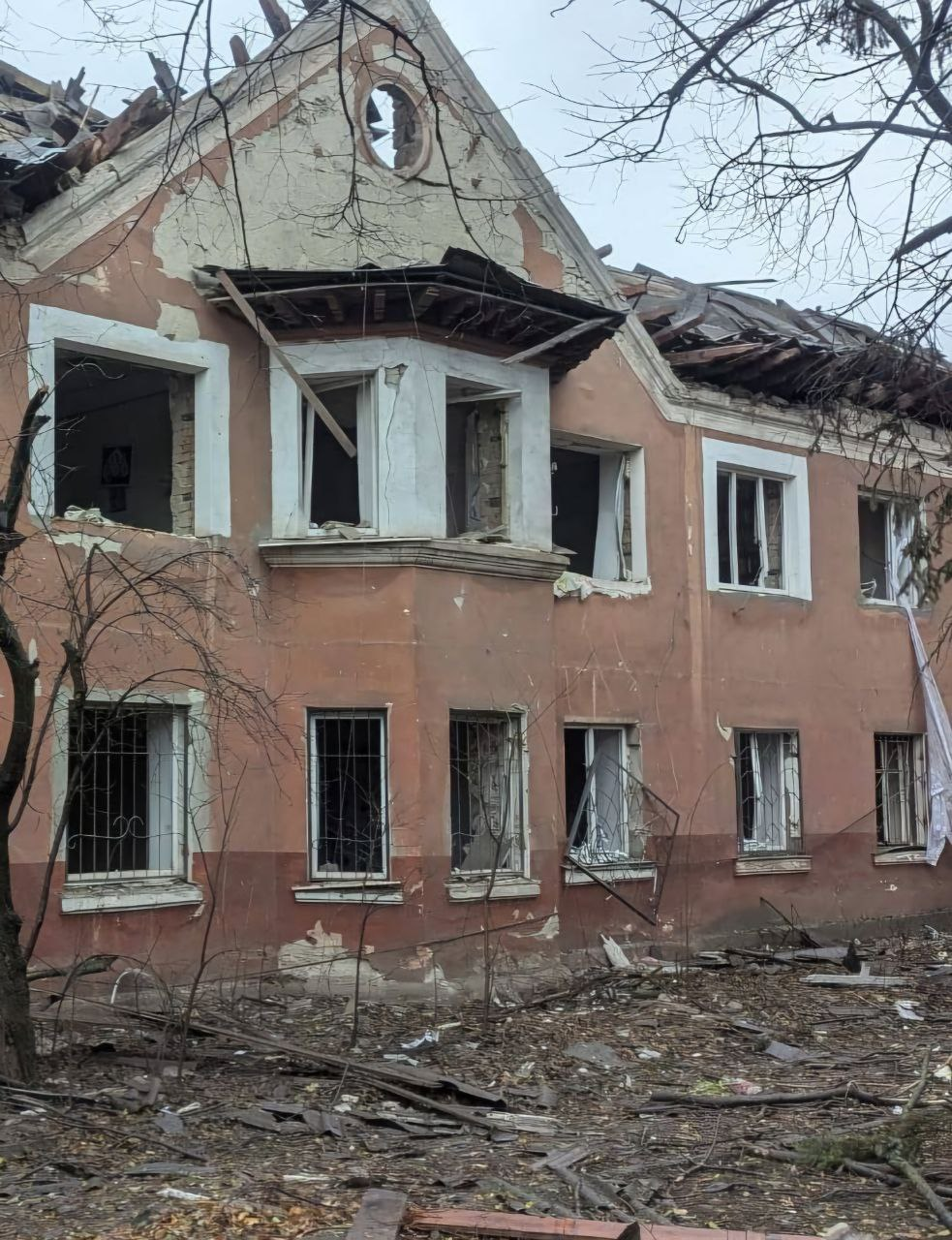
Житловий будинок у Кривому Розі після російського ракетного обстрілу.

Путін заявив, що РФ нібито може застосовувати зброю проти об'єктів тих країн, які дозволяють використовувати свою зброю проти російських об'єктів.
Верховна Рада України ухвалила закон, що дозволяє дезертирам або солдатам, які вперше були відсутні без дозволу, зберегти контракт і продовжити військову службу, якщо вони добровільно вирішили повернутися до своїх частин.
Державна дума РФ прийняла федеральний бюджет на 2025—2027 роки в третьому читанні. За фінансовий документ країни проголосували 335 депутатів, 77 депутатів утрималися і один був проти. Голова комітету Держдуми з оборони Андрій Картаполов повідомив, що загалом на витрати на оборону за три роки виділено 41,9 мільярда рублів; у 2025 році вони становитимуть 13,49 трильйона рублів, у 2026 році — 12,79 трильйона рублів, а в 2027 році — 13,07 трильйона рублів.

### 22 листопада
Прпотягом доби Росія атакувала Україну дронами, було знищили 64 зі 114 БпЛА різного типу, ще 41 локаційно втрачено. За добу ЗС РФ втратила 1050 солдатів, 8 крилатих ракет і 32 одиниці автомобільної техніки.
Суми вранці вперше атакували БпЛА Shahed, споряджені шрапнеллю, зброї, що застосовується для знищення людей, а не об'єктів — повідомила ОВА. Внаслідок атаки трьох дронів 2 чоловіків загинули, 12 людей отримали поранення. Пошкоджено багатоквартирні та приватні будинки, машини, станція техобслуговування.
Російські сухопутні війська, які беруть участь у бойових діях в Україні, налічують майже 580 000 військовослужбовців. У свою чергу, на окупованих територіях було розміщено майже 35 000 військовослужбовців Росгвардії. Як повідомляє «Суспільне» з посиланням на джерело в українському Генштабі, майже 60 000 російських військових тоді перебували в Курській області, а Україна, в свою чергу, не мала наміру поки що виводити війська з регіону. Інформаційне агентство AFP дізналося, що українська армія залишатиметься в регіоні «доти, доки це буде можливо з військової точки зору». На той момент українські війська контролювали близько 800 км2 території області; максимально зайнята територія становила майже 1 400 км2. У Донецькій області, з іншого боку, російські війська щодня просувалися приблизно на 200—300 м поблизу Курахового, і ситуація була «гіршою», ніж під Покровськом.
За даними ISW, російські війська просунулися на захід від Сватового, на південь від Часового Яру, на південь від Торецька, на північний схід від Вугледара і на північний схід від Великої Новосілки. Російські війська заявили, що захопили село Берестки в Донецькій області.
Російські війська атакували Дніпровський район Дніпра, внаслідок удару зазнала руйнувань міська інфраструктура.
Швеція профінансує виробництво українських далекобійних дронів за «данською моделлю». Про це міністр оборони України Рустем Умєров домовився з міністром оборони Швеції Полом Йонсоном. Міністр оборони Канади Білл Блер повідомив, що в Україну прибув зенітний комплекс NASAMS. Міністерство фінансів України повідомило, що Україна і Світовий банк підписали кредитну угоду на $4,8 млрд, які Київ спрямує на пріоритетні бюджетні витрати, зокрема на виплату пенсій літнім людям, стипендій внутрішньо переміщеним особам, зарплат вчителям, рятувальникам і працівникам аварійно-рятувальних служб.

### 23 листопада
За добу ЗС РФ втратили 1420 солдатів, загальні втрати РФ з початку повномасштабної війни склали 729 720 військових. Російські окупанти штурмують Велику Новосілку та Роздольне, що у Волноваському районі Донецької області, про це повідомляє проєкт DeepState. З боку Золотої Ниви колона з декількох машин на чолі з танком здійснила атаку в 3 км на схід від ангарів біля Великих Новосілок. Російські військові блогери заявили, що російські війська відбили села Дар'їно і Миколаїв-Дар'їно в Курській області. За даними ISW Російські війська просунулися у Курській області та поблизу Великої Новосільської.
До цього дня Україна втратила 40 % території Курської області, яку зайняла раніше. Вночі в районі морського порту тимчасово окупованого Бердянська пролунав потужний вибух.
Українські джерела повідомили про присутність військових КНДР на тимчасово окупованих територіях. Технічні радники з Північної Кореї прибули до Маріуполя, а у Харківській області помітили їхні підрозділи.
Командувач російського угруповання «Південь», генерал-полковник Геннадій Анашкін був позбавлений посади.
Литва підтримує розвиток української оборонної промисловості, так у Вільнюсі підписано меморандум про фінансування виробництва далекобійної зброї. У рамках угоди Литва виділила перший транш у розмірі 10 мільйонів євро, які буде спрямовано на виробництво далекобійної зброї, зокрема дронів проєкту «Паляниця».
«Франція не встановлює червоних ліній у підтримці України», — Міністр закордонних справ Франції Жан-Ноель Барро в інтерв'ю BBC. Він підтвердив право України використовувати французькі ракети для самооборони, включно з ударами по росії. Але не уточнив, чи ці ракети вже застосовувалися.
Німеччина затримує поставки в Україну бронеавтомобілів MRAP — Збройним силам передали 6 % від обіцяної кількості, повідомляє Bild. Зараз Силам оборони передали лише 26 одиниць MRAP або 6,5 % від усього замовлення. У Міноборони Німеччини кажуть, що решту машин поставлять у 2025 році. За словами міністра оборони Німеччини Бориса Пісторіуса, Європа стикається з довгостроковою загрозою, оскільки російська промисловість «вже давно повністю перейшла на військову економіку», в результаті чого Росія за три місяці виробляє стільки зброї та боєприпасів, скільки весь Європейський Союз виробляє за рік.
Американська телекомпанія CNN, посилаючись на українських чиновників і відкриті джерела, повідомила, що Росія активізувала використання північнокорейських балістичних ракет для нападу на Україну в 2024 році з використанням зброї північнокорейського виробництва. У 2024 році Росія запустила близько 60 північнокорейських ракет KN-23, що становить майже ⅓ від 194 балістичних ракетних атак. У серпні та вересні кількість таких атак збільшилася, а українські посадовці публічно визначили KN-23 як серйозну загрозу в цей період. Виконуючий обов'язки начальника управління зв'язків з громадськістю Повітряних сил Збройних сил України Юрій Ігнат заявив, що «з весни Росія набагато частіше використовує балістичні ракети і ударні безпілотники для нападу на Україну, і рідше крилаті ракети».
Президент Володимир Путін підписав закон про списання боргів військовослужбовцям, які записуються воювати в Україні, в найкоротші терміни. За повідомленнями російських агентств, з 1 грудня 2024 року планується списати до 10 мільйонів рублів (приблизно 92 000 євро) для тих, хто підпишеться воювати в Україні щонайменше на один рік. Закон поширюється на всіх потенційних призовників, проти яких було розпочато процедуру стягнення до цієї дати.

### 24 листопада
ЗСУ ліквідували 1020 загарбників, загальні втрати армії РФ з широкомасштабного вторгнення перевищили 730 тисяч. Українські сили ППО під час нічної атаки збили 50 із 73 ворожих безпілотників, ще 19 дронів локаційно втрачені. За добу відбулося 198 бойових зіткнень, найбільшу кількість зафіксовано на Курахівському та Покровському напрямках.
Владислав Волошин, речник Південного командування ЗСУ, заявив, що російські війська готуються до наступу в південній частині Донецької області, «там, де стикаються Донецька і Дніпропетровська області». За його словами, наступ, найімовірніше, буде зосереджений навколо Великих Новосалок, але росіяни готуються до штурмових операцій у напрямку Оріхова та Гуляйполя в Запорізькій області. «Існує висока ймовірність того, що противник також буде проводити штурмові операції, намагаючись прорвати нашу оборону». Російські війська формують штурмові групи, перекидають боєприпаси і ведуть повітряну розвідку за допомогою безпілотників.
На думку ISW, нещодавні перемоги російських військ на полі бою під Вугледаром і Великою Новилівкою показали, що війна в Україні не зайшла в глухий кут. Лінія фронту в Донецькій області стає все більш мінливою, оскільки росіяни просуваються набагато швидше, ніж за весь 2023 рік. Частини Центрального, Східного та Південного військових округів Росії проводили одночасні, взаємопідтримуючі наступальні операції в Донецькій області і досягли відносно швидкого тактичного прогресу. Російське командування, можливо, зробило висновки з деяких своїх помилок на полі бою після трьох років війни, але ступінь цих висновків був неясним. Російське командування, очевидно, планувало більш складні операції, але російські війська ще не змогли відновити оперативне маневрування на полі бою і натомість продовжували покладатися на свою здатність виявляти і використовувати прогалини в українських оборонних лініях для досягнення поступового тактичного прогресу. Тим часом, українські та російські війська просунулися на головній українській ділянці в Курській області. Російські війська просунулися поблизу Куп'янська, Покровська, Вугледара та Великої Новосілки.
Вночі в Курській та Липецькій областях Росії чули вибухи. В обидвох регіонах повідомляють про атаку БпЛА, а в курських місцевих пабліках також пишуть про удари ракет ATACMS. Сили оборони України вдарили по полку ракетних військ РФ у Курській області, в районі населеного пунку Велике Жирово знищили радіолокаційну станцію комплекса С-400, про це повідомляє Генштаб ЗСУ. Було знищено радіолокаційну станцію і дві пускові установки. Загинуло вісім росіян, серед яких п'ятеро військових.
За тиждень Росія запустила понад 800 авіабомб КАБ, майже 460 безпілотників і понад 20 ракет різних типів.
Міністерство оборони Литви повідомило, що в Україну було доставлено черговий пакет військової допомоги, до якого увійшли генератори, запчастини для М113, зброя та боєприпаси.
Британська Financial Times повідомила, що Росія завербувала сотні найманців з Ємену за допомогою озброєної організації Хуті, обіцяючи їм високу зарплату і російське громадянство для вступу до російської армії та участі у війні проти України.

### 25 листопада
Cили ППО вночі в 14 областях збили 71 безпілотник зі 145, якими військо РФ атакувало Україну, ще 71 БпЛА — локаційно втрачено, імовірно через активну протидію РЕБ Сил оборони, ще один безпілотник полетів у бік Білорусі. Вибух у Харкові пролунав орієнтовно о пів на дев'яту ранку, в цей час армія РФ атакувала Київський район міста, за попередніми даними, із зенітно-ракетного комплексу С-400 або С-300. Вогнем охопило три автівки та фасад двоповерхової нежитлової будівлі, руйнувань завдано 41 будівлі. Постраждали 23 особи.
Також вранці російськіі війська атакували центральну частину Одеси балістичною ракетою, руйнувань зазнала центральна частина міста. Постраждало 8 людей.
Вночі українські безпілотники атакували нафтобазу «Калуганафтопродукт» у російській Калузі, пошкодивши 4 паливні резервуари. Також є повідомлення, що дронами атаковано завод Тайфун, що входить до складу військово-промислового комплексу Росії та спеціалізується на розробці й виготовленні радіоелектронної апаратури, включаючи системи зв'язку, радіолокаційне обладнання та пристрої для радіоелектронної розвідки.
За короткий проміжок часу експорт алюмінію із Фінляндії до Росії зріс вдвічі. Зокрема станом на кінець вересня сума поставок склала 22,3 млн евро. Генеральний директор Turvanasta Мікко Салакарі в коментарі Yle виправдав поставки тим, що компанія не може впливати на те, куди клієнти в результаті постачають замовлення. Алюмінієва продукція на пряму використовується в військовому виробництві, але на неї не накладено санкцій.

### 26 листопада
За добу ліквідовано 1580 окупантів, на фронті відбулося 224 бої, найбільша кількість боєзіткнень зафіксована на Покровському напрямку. Вночі Росія випусила рекордну кількість дронів по території України — 188, протиповітряна оборона збила 76 безпілотників, 95 БпЛА локаційно втрачені через дію РЕБ. Також були застосовані 4 балістичні ракети «Іскандер-М», що не були збиті. На жаль, є влучання в об'єкти критичної інфраструктури, також через масовану атаку безпілотників у кількох регіонах пошкоджено приватні та багатоквартирні будинки. У Тернополі прогриміли вибухи, зазначається, що після вибухів у місті виникли проблеми з електро- та водопостачанням.
За даними ISW, темпи російського військового просування з осені 2024 року значно зросли порівняно з темпами просування у 2023 році та протягом решти 2024 року, але нещодавні повідомлення західних ЗМІ, які порівнюють нещодавні російські здобутки з тими, що були на початку російського вторгнення, як і раніше, неправильно характеризують поступовий і тактичний характер нещодавніх російських просувань. Українські війська відновили втрачені позиції біля Кремінної, тоді як російські війська просунулися біля Покровська, Курахового та Великої Новосілівки.
Кілька тижнів тому Велика Британія відправила до України десятки ракет Storm Shadow, щоб поповнити запаси ракет великої дальності, які на той момент вичерпалися. У Мар'їно в Курській області під час удару по санаторію з військовими було поранено північнокорейського генерала, кілька офіцерів армії КНДР загинули.
Про намір збільшити фінансову підтримку України з $2,4 млрд цього року приблизно до $2,7 млрд у 2025 році оголосив прем'єр-міністр Норвегії Йонас Гар Стере.
Через російський удар по СТО в Сумах загинули дві людини, пошкоджено приблизно 15 автівок.
Міністерство оборони Росії звинуватило українські війська у здійсненні двох ракетних обстрілів авіабази «Східний» у Курській області. В результаті першої атаки було поранено щонайменше двох військовослужбовців, а в результаті другої — пошкоджено радіолокаційну систему та завдано додаткових збитків. За даними Міністерства оборони Росії, засоби протиповітряної оборони перехопили більшість ракет, збивши 3 з 5 під час першої атаки і 7 з 8 під час другої.
Міжвідомча комісія розслідує причини нештатного спрацювання 120-міліметрових мін. Браковану партію вилучено, а ДБР розпочало кримінальне провадження через можливі дефекти та порушення умов зберігання. Наразі Міноборони призупинило використання зазначених партій боєприпасів у Силах оборони, а також їхню видачу в бойові підрозділи — до завершення встановлення причин нештатного спрацювання.
Держсекретар США Ентоні Блінкен заявив, що G7 та партнери «рішуче налаштовані», щоб Україна мала гроші, боєприпаси та сили для ефективної боротьби у 2025 році або ведення переговорів з позиції сили. І США продовжують нарощувати допомогу. «Реальність така: Україна бореться за нас. Вона бореться не просто за себе, вона бореться за нас», — так цитують Блінкена.
Міжнародна гуманітарна організація CARE попередила про гостру надзвичайну ситуацію і нестачу постачання в місті Покровськ і його околицях, до якого прямували російські війська. У місті все ще залишалося близько 12 000 мешканців, які не мали доступу до води та тепла. В'їзд і виїзд з міста був суворо обмежений, а доставка необхідної допомоги була значно ускладнена. Евакуація була можлива лише з Павлограда, розташованого за 100 км.

### 27 листопада
За добу ЗС РФ втратили 1480 солдатів, 72 безпілотні літальні апарати та 20 бойових броньованих машин. Вночі російські війська атакували Україну 89 дронами з різних напрямків. Сили ППО знищила 36 БпЛА, 48 втрачено через РЕБ, 5 вийшли з повітряного простору, зафіксовано пошкодження будівель на Київщині.
Командувач Національної гвардії генерал Олександр Півненко заявив, що українські військові відбили спробу російського наступу в Запорізькій області. Українська повітряна розвідка бригади «Спартан» заздалегідь виявила російські війська, які планували атакувати позиції Нацгвардії піхотною групою. За словами Олександра Півненка, на запорізькій ділянці Росія в першу чергу прагнула здійснювати штурмові та розвідувальні дії піхотними групами по 3-10 чоловік, додавши при цьому, що: «Противник рідко застосовує техніку. Але наші воїни швидко і влучно знищують живу силу та вогневі засоби противника».
За даними ISW, українські сили просунулися в напрямку Торецька, а російські війська нещодавно просунулися в напрямку Покровська і Курахового, а також в основному українському напрямку в Курській області.
Уранці в окупованому Криму пролунали вибухи. росіяни заявляють про роботу ППО та атаку дронів. Місцеві пишуть про приліт по аеродрому «Бельбек». Українські військові знищили радар 64Н6, також відомий як Надгробок — ключовий компонент російських зенітних ракетних систем С-300 і С-400.
Приватний російський літак АН-2, що здійснював планові аерофотозйомки, був обстріляний охоронцями нафтопереробного заводу в Салаваті, Башкортостан, які прийняли його за український безпілотник. Інцидент також призвів до активації аварійних сирен у місті. Про пошкодження або жертви на борту літака не повідомлялося.
Президент США Джо Байден закликав Конгрес виділити додаткові 24 мільярди доларів на військову допомогу Україні.
На Дніпропетровщині російські війська обстріляли рятувальників, котрі обстежували місце російського обстрілу.
Україна отримала 235 млн дол. пільгового фінансування від уряду Японії на проєкти Світового банку з підтримки освіти та приватного сектору.
У США вважають, що Україна повинна розглянути можливість зниження мобілізаційного віку до 18 років. Про це повідомило агентство Reuters із посиланням на неназваного американського високопосадовця.
Глави урядів Данії, Естонії, Фінляндії, Латвії, Норвегії, Польщі та Швеції за підсумками саміту у резиденції шведського прем'єра Харпсунд ухвалили спільну заяву, в якій запевнили у посиленні підтримки України найближчими місяцями.
Керівництво ООН заявило, що використання Росією балістичної ракети середньої дальності по Дніпру та залучення військ КНДР у війні проти України є небезпечною ескалацією конфлікту, який уже завдав українцям надзвичайно високих втрат. Про це повідомив помічник генсека ООН у справах Європи, Центральної Азії та Північної й Південної Америки Мирослав Єнча на засіданні Ради Безпеки ООН.

### 28 листопада
Вночі армією РФ було запущено: 3 ракети комплексу С-300, 57 ракет Х-101; 28 ракет «Калібр», 3 ракети Х-59/69 та 97 БпЛА Shahed та безпілотників невстановленого типу. Удар супротивника був спрямований на об'єкти енергетики України. У кількох областях зафіксовані удари Калібрами з касетними боєприпасами, що значно ускладнює рятувальникам та енергетикам ліквідацію наслідків удару. Повітряні сили підтвердили збиття 76 крилатих ракет Х-101/«Калібр», 3 керовані авіаційні ракети Х-59/69 та 35 безпілотників. Крім цього, 62 ворожих БПЛА було локаційно втрачено. Внаслідок масованої комбінованої атаки на енергосистему України пошкоджені енергетичні об'єкти у кількох областях, продовжують діяти аварійні відключення. Через знеструмлення окремих ділянок фіксували затримки трохи більше 1 години для 6 поїздів «Укрзалізниці».

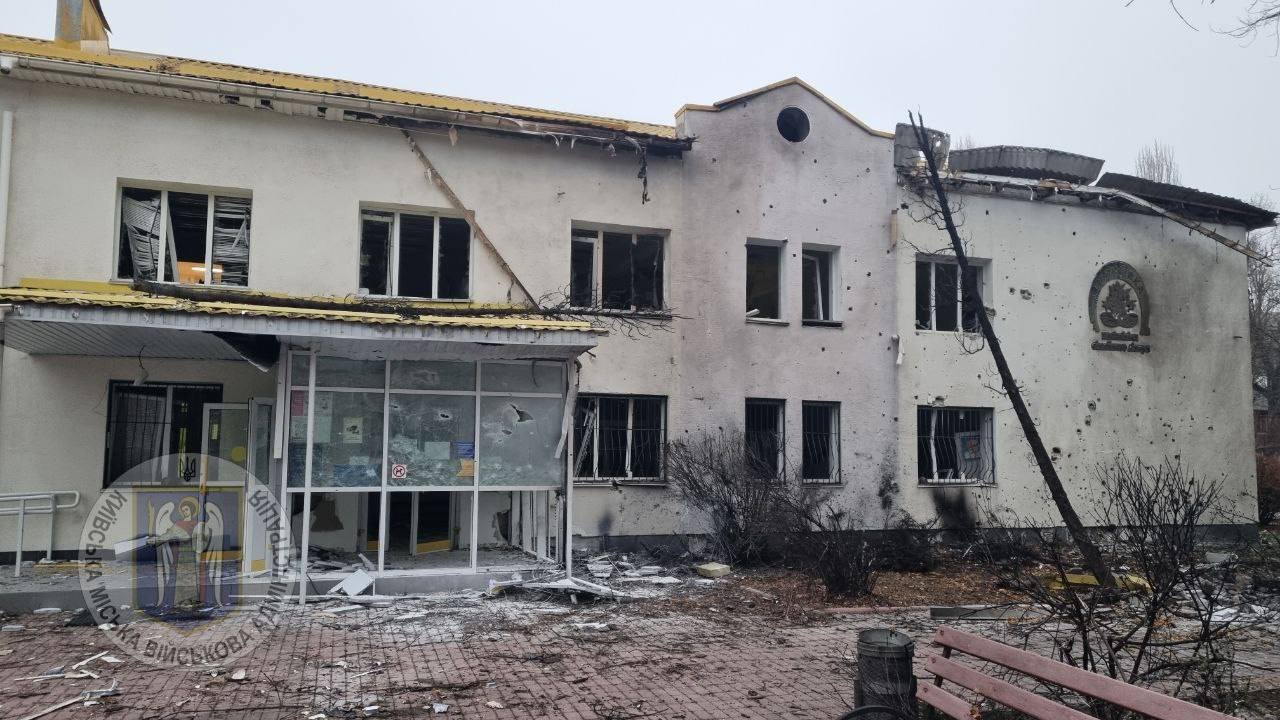
Після атаки російського безпілотника на Київ падаючі уламки спричинили загоряння фасаду будівлі поліклініки. 28 листопада 2024

Росіяни захопили населений пункт Дар'їно Курської області РФ та просунулись біля Торецька, Петрівки (обидва — Донецька область), Плехово (Курська область РФ) та у Неліпівці (Донецька область). У Запорізькій області російські військові розстріляли п'ятьох українських військовополонених поблизу Новодарівки Пологівського району.
Президент Зеленський підписав закони про підвищення податків на війну, які підвищили ставку податку на доходи фізосіб на час війни з 1,5 % до 5 % та обклали військовим податком десятки тисяч приватних компаній. Отримані кошти будуть використані на оборонні витрати у 2025 році.
Глава Федеральної розвідувальної служби Німеччини Бруно Каль заявив, що рф може відновити військові спроможності для нападу на Захід до кінця десятиліття. Нідерланди надали Україні три пускові установки Patriot у зв'язку з прогнозами, що на Україну чекає важка зима.

### 29 листопада
Війська РФ вночі атакували Україну 132-ма ударними БПЛА типу Shahed та безпілотниками невстановленого типу. Збито 88 ворожих безпілотників. Про це повідомили Повітряні сили ЗСУ. Зазначається, що росіяни запускали дрони з Орла, Міллерово, Курська, Приморсько-Ахтарська.
У трьох населених пунктах Одеського району пошкоджено 13 житлових та дачних будинків, гаражі та інші надвірні споруди, газогін, автомобіль. Пошкоджені домівки, а також припортова та транспортна інфраструктура, поранено 7 людей. ЗСУ просунулися на північний схід від Вугледара, ЗС РФ просунулися під Куп'янськом, Торецьком, Покровськом і Великою Новосілкою.
У Дніпровському районі Києва, через падіння уламків дрона загорілася зовнішня обшивка дитячої поліклініки.
Вранці українські війська завдали удару по зенітному ракетному комплексу С-400 в Криму. За день російські війська понад два десятки разів обстріляли Нікопольщину артилерією та безпілотниками. Ворог поцілив по Нікополю, Мирівській, Покровській та Марганецькій громадах. Внаслідок ворожої атаки пошкоджені понад 40 приватних будинків, більш ніж 20 господарських споруд, одна — зруйнована вщент, дві людини постраждали.
В Ростовській області заявили про масовану атаку дронів. Повідомляють про ураження нафтобази «Атлас» біля міста Каменськ-Шахтинський. Ця база зазнавала атаки влітку 2024 року, це частина російського військово-промислового комплексу, який забезпечує постачання нафтопродуктів для ЗС РФ.
Новообраний президент США Дональд Трамп призначив генерала у відставці Кіта Келлога своїм помічником та спеціальним посланцем по Україні та РФ.
Новим командувачем Сухопутних військ ЗСУ призначений Михайло Драпатий. Заступником Головнокомандувача ЗСУ призначений Олег Апостол. Президент України призначив полковника Павла Палісу заступником керівника Офісу президента — про це він повідомив у вечірньому зверненні. «Бойовий командир, командир 93-ї бригади Холодний Яр. Він добре розуміє, що в бригадах, на фронті, і мені потрібна саме така людина, щоб точно знав в щоденному режимі інформацію безпосередньо з фронту»
Україна просить НАТО запросити її приєднатися до альянсу наступного тижня — пише Reuters, посилаючись на лист міністра закордонних справ України Андрія Сибіги. В ньому він звертається до своїх колег з НАТО зі словами: «Я закликаю вас схвалити рішення запросити Україну приєднатися до Альянсу, як один з результатів зустрічі міністрів закордонних справ НАТО 3-4 грудня 2024 року».
Сімох дітей вдалося повернути із залученням Катара. Ще одного хлопчика повернули через гуманітарний коридор. Ще вісім дітей з тимчасово окупованих територій Луганської, Донецької, Запорізької, Херсонської областей та Криму вдалося повернути на підконтрольну Україні територію.
Понад 100 артилерійських систем та 100 балістичних ракет малої дальності типу Kn-23/24 переміщено на даний момент з КНДР до РФ, повідомили в ГУР на запит агентства Інтерфакс-Україна.
Люксембург виділив для України понад 200 мільйонів євро на закупівлю українського озброєння з лютого 2022 року.
Україна просила оснастити десять військових бригад для протистояння російській агресії, проте Захід повністю укомплектував лише дві з половиною бригади.

### 30 листопада
За добу армія РФ втратила 1740 солдатів, 5 танків і 23 артилерійські системи. Війська РФ вночі атакували Нікопольський район Дніпропетровської області. Загинув 38-річний чоловік. Внаслідок атак сталася пожежа, пошкоджені сім приватних будинків, чотири господарські споруди, зачепило лінії електропередачі й інфраструктуру. На фронті відбулося 211 бойових зіткнень, найбільша кількість на Покровському та Курахівському напрямках.
Дрон росіян вранці скинув вибухівку на маршрутне таксі у Херсоні, четверо людей зазнали поранень.
У Криму знищено три дороговартісних радіолокаційних комплекси Росії: РЛС «Каста-2Е2» та дві РЛС «Подльот».
58 % громадян ЄС підтримують постачання військової техніки для України, 68 % згодні надавати фінансову підтримку, про це свідчать дані останнього опитування «Євробарометр», оприлюднені Єврокомісією.
Федеральна служба безпеки Росії із іншими шахраями почала використовувати нову схему для залякування та переслідування українців в окупованому Криму. Людей звинувачують у фінансуванні «екстремістської діяльності» на користь України, а на підтвердження надсилають фальшиві документи з підписами «чиновників». ЗС РФ атакували район Дніпровський район міста Дніпра. Поранено 18 людей, чотири людини загинуло.
Міністерство оборони спільно з Міністерством охорони здоров'я представили проєкт реформи військово-лікарських комісій (ВЛК), який покликаний суттєво змінити застарілу систему. Для проходження військово-лікарської комісії більше не потрібно буде йти до ТЦК. Анонімізовані дані надходитимуть на випадкову комісію, що унеможливить маніпуляції та зловживання.
Протягом листопада 2024 року російська окупаційна армія зазнала рекордних втрат з початку повномасштабного вторгнення в Україну. За місяць втрати особового складу ЗС РФ склали 45 720 військових вбитими та пораненими, що можна порівняти з чисельністю більше трьох мотострілкових дивізій сухопутних військ армії РФ. Також зафіксована втрата 307 танків, 899 ворожих бойових броньованих машин, 884 артилерійських систем росіян.
Про події наступного місяця — див. у статті Хронологія російського вторгнення в Україну (грудень 2024).